# Allée couverte de la côte du Libéra
L’allée couverte de la côte du Libéra est une allée couverte située sur la commune d’Arronville dans le département du Val-d'Oise.

## Historique
L'allée couverte fut découverte en février 1884 lors de l'exploitation d'une carrière dans les bancs de calcaire lutétien. Elle fut immédiatement fouillée par une commission composée de personnalités locales : M. Chouquet, maire de la commune, l'abbé Barret, curé de la paroisse d'Amblainville, l'abbé Grimot, curé de l'Isle-Adam.
L'édifice est classé au titre des monuments historiques par arrêté du 25 janvier 1963. Il a été restauré par le service régional de l'archéologie en 1970.

## Architecture
L'allée est située à une altitude de 90 m sur le coteau qui longe la rive est du Sausseron distant de 350 m. Elle est orientée selon un axe est-sud-est/ouest-nord-ouest, dans le sens de la pente naturelle, l'entrée étant située à l'ouest-nord-ouest. L'allée a été creusée dans le banc de calcaire du talus, sur les deux tiers de sa longueur, comme une hypogée. Elle mesure 12 m de long pour environ 1,75 m à 2 m de large et sa hauteur atteint 1,80 m du côté de l'entrée ; côté chevet, le plafond naturel de la chambre a été détruit par les carriers mais il a pu s'élever jusqu'à 2,50 m de hauteur.

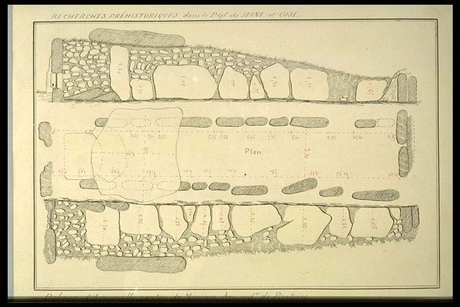
Plan de l'édifice

Les deux parois latérales sont constituées d'une dizaine d'orthostates en calcaire d'une hauteur variant entre 0,65 m et 1,80 m. Ces dalles étaient surmontées de couches de pierres sèches afin de compenser le différentiel de niveau entre leur sommet et le plafond. Le dernier tiers de l'allée était recouvert par une table de couverture (2,90 m de longueur, 3 m de large et épaisse de 0,55 m), toujours en place, et au-dessus de l'entrée (1,40 m de longueur) par un type de couverture inconnu car désormais disparu.
Le chevet de la chambre est constitué de deux orthostates juxtaposés s'appuyant contre la roche. Le sol de l'allée était dallé de plaquettes en calcaire. L'entrée est fermée par une dalle dressée en travers de l'allée. Plane côté intérieur, elle comporte plusieurs cavités et cupules dans sa partie supérieure côté extérieur. Cette dalle est percée d'un « trou d'homme », de forme rectangulaire aux angles arrondis (0,56 m de haut sur 0,58 m de largeur côté intérieur). Le bouchon d'entrée a été retrouvé sur place en 1884, mais il est désormais perdu. Un trou dans un renflement de la dalle côté gauche servait probablement de logement à l'extrémité d'un bâton qui venait bloquer le bouchon en position fermée. Ce type de fermeture est caractéristique des dolmens de la culture Seine-Oise-Marne. 
L'antichambre a été détruite en 1901 lors des travaux d'élargissement de la route adjacente.

## Fouille archéologique
Selon l'abbé Grimot, vice-président de la commission ayant dirigé les fouilles, 180 crânes (hommes, femmes et enfants) furent découverts dans la tombe mais furent dispersés ou perdus par la suite sans qu'aucune étude anthropologique n'ait été menée. Le mobilier funéraire se composait d'outils en silex (fragments de lames, grattoirs, autres outils), d'un poinçon en os, d'un andouiller de cerf (qui a pu servir de pic) et de tessons d'une céramique grossière décorée d'impressions faites avec l'ongle du pouce.